# Gongpoquansaurus
Gongpoquansaurus là một chi khủng long, được You Li D. & Dodson mô tả khoa học năm 2014.